# Grey Goose vodka
A Grey Goose egy Franciaországban gyártott vodkamárka.
Az 1990-es években Sidney Frank hozta létre, aki 2004-ben eladta a Bacardinak. A Grey Goose Maître de Chais-je (pincemester) François Thibault, aki a franciaországi Cognacban fejlesztette ki a vodka eredeti receptjét. A Grey Goose vodka készítéséhez használt búzát a franciaországi Pikárdiában termesztik. Ugyanabban a régióban, Párizstól északra és keletre desztillálják a párlatot, majd Cognacba küldik, ahol forrásvízzel keverik és palackozzák. A Grey Goose-hoz lágy őszi búzát használnak, amelyet októberben vetnek el, és augusztusban takarítanak be, ami további négy hónapos növekedést biztosít számára a nyári búzához képest. A Gray Goose-nak eladott búzát a "kiváló kenyérkészítő búza" kategóriába sorolják, illetve lágy (azaz alacsony fehérjetartalmú) búza.
Bár búzából készült, desztillált szeszes italként a Grey Goose gluténmentes. A desztillációs folyamat eltávolítja a glutént a tisztított végtermékből.
A szénhidrátok fermentálható cukrokká történő lebontására enzimeket használnak. Az erjesztés hat lépcsőzetes tartályban folyamatosan zajlik, így egy 20 fokos sör keletkezik. A mosófolyadékot ezután alkohollá desztillálják ötlépéses eljárással. A vodkához használt víz egy természetes forrásból származik, amely 150 méterre található a cognaci keverőberendezés alatt, és mészkővel van bélelve, kalciumban gazdag forrásvizet biztosít. Ezt a vizet ezután szűrik a szennyeződések eltávolítására. A szűrés után a vodkát egy kizárólag a Grey Goose palackozására szolgáló üzemben palackozzák. A Grey Goose vodkát cserélhető parafadugóval palackozzák, nem pedig csavaros kupakkal.

## Fordítás
- Ez a szócikk részben vagy egészben  a   Grey Goose (vodka) című angol Wikipédia-szócikk ezen változatának fordításán alapul.  Az eredeti cikk szerkesztőit annak laptörténete sorolja fel. Ez a jelzés csupán a megfogalmazás eredetét és a szerzői jogokat jelzi, nem szolgál a cikkben szereplő információk forrásmegjelöléseként.